# Vincenzo Sospiri
Vincenzo Sospiri (născut la data de 7 octombrie 1966, în Forlì, Italia) este fost pilot de curse auto care a evoluat în Campionatul Mondial de Formula 1 în sezonul 1997. În anul 1995, Vincenzo a câștigat International Formula 3000.

## Cariera în Formula 1
| Sezon | Echipă                      | Puncte      | Loc clasament general |
| ----- | --------------------------- | ----------- | --------------------- |
| 1996  | Mild Seven Benetton Renault | Pilot teste | -                     |
| 1997  | MasterCard Lola F1 Team     | 0           | -                     |

## Cariera în IndyCar
| Sezon   | Echipă       | Puncte | Loc clasament general |
| ------- | ------------ | ------ | --------------------- |
| 1996-97 | Team Scandia | 134    | 21                    |